# Lev Tsipursky
Lev Mironovich Tsipursky (em russo:  Лев Миронович Ципурский; 1929 — 1985) é um ex-ciclista soviético.
Competiu pela União Soviética na prova de contrarrelógio (1 000 m) dos Jogos Olímpicos de Verão de 1952, em Helsinque e terminou em décimo segundo lugar.